# USS Pasadena (CL-65)
USS Pasadena (CL–65) là một tàu tuần dương hạng nhẹ thuộc lớp Cleveland của Hải quân Hoa Kỳ được hoàn tất vào gần cuối Chiến tranh Thế giới thứ hai. Nó là chiếc tàu chiến thứ hai của Hải quân Mỹ được đặt cái tên này, theo tên thành phố Pasadena thuộc tiểu bang California. Nó đã phục vụ tại Mặt trận Thái Bình Dương từ khi đưa vào hoạt động cho đến khi chiến tranh kết thúc. Giống như hầu hết các tàu chị em cùng lớp, nó xuất biên chế vào năm 1950 và bị tháo dỡ vào năm 1970. Pasadena được tặng tưởng năm Ngôi sao chiến trận cho thành tích hoạt động trong Thế Chiến II.

## Thiết kế và chế tạo

### Thiết kế
Lớp Cleveland được thiết kế nhằm mục đích gia tăng tầm xa hoạt động, tăng cường hỏa lực phòng không và sự bảo vệ chống ngư lôi so với các tàu tuần dương Hoa Kỳ trước đây. Cho dù kém hơn ba nòng pháo 6-inch so với những chiếc lớp Brooklyn dẫn trước, hệ thống kiểm soát hỏa lực mới và tiên tiến hơn giúp cho lớp Cleveland có được ưu thế về hỏa lực trong chiến đấu thực tế. Tuy nhiên việc tăng cường thêm dàn hỏa lực phòng không hạng nhẹ cho đến cuối Thế Chiến II khiến các con tàu bị nặng đầu đáng kể.

### Chế tạo
Pasadena được đặt lườn vào ngày 6 tháng 2 năm 1943 tại Xưởng tàu Fore River của hãng Bethlehem Steel tại Quincy, Massachusetts. Nó được hạ thủy vào ngày 28 tháng 12 năm 1943, được đỡ đầu bởi Bà C.G. Wopschall, và được cho nhập biên chế vào ngày 8 tháng 6 năm 1944 dưới quyền chỉ huy của hạm trưởng, Đại tá Hải quân Richard B. Tuggle.

## Lịch sử hoạt động

### Chiến tranh Thế giới thứ hai
Được đưa vào hoạt động khi các đòn tấn công được tung ra nhắm vào quần đảo Mariana, Pasadena hoàn tất việc thử máy và huấn luyện vào mùa Hè năm 1944, và vào ngày 25 tháng 9 đã lên đường đi sang Thái Bình Dương. Nó băng qua đường đổi ngày quốc tế vào ngày 3 tháng 11 và tiếp tục hành trình, gia nhập Lực lượng Đặc nhiệm 38, lực lượng tàu sân bay nhanh tại Ulithi vào giữa tháng. Cho đến hết năm đó, chiếc tàu tuần dương tham gia các hoạt động của lực lượng này tại Luzon và Đài Loan nhằm hỗ trợ cho Chiến dịch Philippine. Vào giữa tháng 1 năm 1945, trong khi cuộc tấn công tại Luzon đang tiến triển, lực lượng đặc nhiệm tiến vào Biển Đông tấn công cơ sở và tàu bè Nhật Bản dọc theo bờ biển Đông Dương và Đài Loan. Trong tháng 2, giờ đây nằm trong thành phần Lực lượng Đặc nhiệm 58, các con tàu lại di chuyển về hướng các đảo chính quốc Nhật Bản, rồi chuyển về phía Đông Nam hỗ trợ cho cuộc đổ bộ lên Iwo Jima, nơi Pasadena góp các khẩu pháo chính của nó vào đội bắn phá cũng như tiến hành các nhiệm vụ tuần tra.
Sau khi được tiếp liệu tại Ulithi, với Pasadena nằm trong thành phần hộ tống vòng trong, lực lượng đặc nhiệm lại lên đường vào giữa tháng 3 dọn đường cho Chiến dịch Iceberg, hoạt động tấn công đổ bộ lên Okinawa cùng các đảo cực Nam Nhật Bản và phía Bắc Ryukyus. Chiếc tàu tuần dương đã ở ngoài biển liên tục trong 80, đảm nhiệm vai trò soái hạm cho Đội tàu tuần dương 17, và đã tham gia các cuộc bắn phá ban đêm xuống Minami Daito vào các ngày 28 tháng 3 và 10 tháng 5 cũng như liên tục tấn công các vị trí khác của quân Nhật tại Okinawa và Kyūshū từ ngày 1 tháng 4 đến ngày 30 tháng 5.
Sau một đợt nghỉ ngơi ngắn tại Ulithi và Leyte trong tháng 6, lực lượng lại khởi hành từ vịnh Leyte cho chuyến tấn công cuối cùng xuống các hòn đảo chính quốc đối phương vào đầu tháng 7. Từ giữa tháng 7 cho đến giữa tháng 8, chúng ném bom xuống các mục tiêu quân sự và công nghiệp chung quanh Tokyo, phía Bắc Honshū và Hokkaidō nhằm tiêu diệt sự đề kháng quyết liệt vốn không thể tránh khỏi khi Đồng Minh đổ bộ lên chính quốc. Tuy nhiên vào ngày 15 tháng 8, Nhật Bản đã chấp nhận các điều kiện đầu hàng.

### Sau chiến tranh
Sau khi xung đột tại Thái Bình Dương kết thúc, Pasadena thực hiện những nhiệm vụ chiếm đóng. Vào ngày 23 tháng 8 nó trở thành soái hạm của Đội đặc nhiệm 35.1, và đến ngày 27 tháng 8 nó thả neo tại Sagami Wan, rồi vào ngày 1 tháng 9 được chuyển đến vịnh Tokyo nơi nó chứng kiến buổi lễ ký kết đầu hàng chính thức vào ngày hôm sau diễn ra trên thiết giáp hạm Missouri. Từ đó cho đến giữa tháng 1 năm 1946, nó tiếp tục ở lại vịnh Tokyo hỗ trợ cho lực lượng chiếm đóng. Vào ngày 19 tháng 1, nó lên đường đi San Pedro, California cho một đợt đại tu đã bị trì hoãn. Công việc huấn luyện cùng các hoạt động tại chỗ được tiếp nối, và đến tháng 9 nó lại hướng sang phía Tây.
Từ tháng 11 năm 1946 đến tháng 2 năm 1947, Pasadena tham gia các cuộc thực tập hải đội tại Micronesia, và sau cuộc cơ động hạm đội tại vùng biển Hawaiian, chiếc tàu tuần dương quay trở lại California. Trong năm tiếp theo, nó tiến hành các hoạt động tại chỗ, và vào mùa Hè năm 1948 thực hiện chuyến đi huấn luyện cho Sĩ quan Trừ bị Hải quân. Ngày 1 tháng 10 năm 1948, nó lên đường đi sang Viễn Đông, đến Thanh Đảo thuộc Trung Quốc vào cuối tháng, rồi cho đến tháng 5 năm 1949 đã hoạt động ngoài khơi bờ biển Trung Quốc. Ngày 1 tháng 6, nó quay trở về California; trong mùa Hè nó tiến hành các cuộc thực tập tại chỗ, và vào ngày 12 tháng 9 đã rời Long Beach, California đi Bremerton để chuẩn bị ngừng hoạt động. Pasadena được cho xuất biên chế vào ngày 12 tháng 1 năm 1950 và bị tháo dỡ vào năm 1970.

## Phần thưởng
Pasadena được tặng tưởng năm Ngôi sao chiến trận cho thành tích hoạt động trong Thế Chiến II.
|  |             |  |
|  | Silver star |  |
|  |             |  |

| Dãi băng Hoạt động Tác chiến            | Dãi băng Hoạt động Tác chiến                                            | Huân chương Phục vụ Trung Hoa                                           | Huân chương Phục vụ Trung Hoa                  |
| Huân chương Chiến dịch Hoa Kỳ           | Huân chương Chiến dịch Châu Á-Thái Bình Dương với 5 Ngôi sao Chiến trận | Huân chương Chiến dịch Châu Á-Thái Bình Dương với 5 Ngôi sao Chiến trận | Huân chương Chiến thắng Thế Chiến II           |
| Huân chương Phục vụ Chiếm đóng Hải quân | Đơn vị Tuyên dương Tổng thống Philippine                                | Đơn vị Tuyên dương Tổng thống Philippine                                | Huân chương Giải phóng Philippine (Philippine) |